# ولادیمیر تاتارچوک
ولادیمیر تاتارچوک (روسی: Владимир Иосифович Татарчук؛ زادهٔ ۲۵ آوریل ۱۹۶۶) بازیکن و مربی سابق فوتبال اهل شوروی است.
از باشگاه‌هایی که در آن بازی کرده‌است می‌توان به باشگاه فوتبال کارپاتی لووف، باشگاه فوتبال زسکا مسکو، باشگاه فوتبال دینامو کیف، باشگاه فوتبال اسلاویا پراگ، باشگاه فوتبال الاتحاد، باشگاه فوتبال لیپایاس متالورگس و باشگاه فوتبال تورپدو مسکو اشاره کرد.